# Ali Anouzla
Ali Anouzla (Zentralatlas-Tamazight ⵄⴰⵍⵉ ⴰⵏⵓⵥⵍⴰ Ɛali Anuẓla; * 1963 in Agadir) ist ein marokkanischer Journalist. Anouzla ist Chefredakteur der Internetzeitung Lakome.com und bekannt für seine kritische Berichterstattung über König Mohammed VI.
Lakome, die in einer arabisch- und einer französischsprachigen Ausgabe erscheint, gilt unter ausländischen Beobachtern als „das mutigste Medium des Landes“. Am 17. September 2013 wurde Anouzla wegen angeblicher Unterstützung einer terroristischen Organisation verhaftet, da er in einem Artikel auf die spanische Tageszeitung El País verlinkt hatte, die ihre Leser über ein Video der radikalen islamistischen Gruppierung al-Qaida im Maghreb informiert hatten. Nach Anouzlas Verhaftung hat Aboubakr Jamaï, Mitbegründer von Lakome, die Verantwortung für die Internetzeitung übernommen.
Nach über fünfwöchiger Haft wurde Ali Anouzla am 25. Oktober 2013 vorläufig entlassen. Die Anklage wegen Unterstützung einer terroristischen Vereinigung bleibt allerdings aufrechterhalten. Bei einer Verurteilung würde das Strafmaß bei 10 bis 30 Jahren Gefängnis liegen.
Zum internationalen Tag der Pressefreiheit am 3. Mai 2014 wurde er von Reporter ohne Grenzen mit „Helden der Informationsfreiheit“ Preis gewürdigt.
Anouzla wurde 2015 mit dem erstmals vergebenen Raif Badawi Award ausgezeichnet.